# Маріка зеленогорла
Ма́ріка зеленогорла (Cinnyris whytei) — вид горобцеподібних птахів родини нектаркових (Nectariniidae). Мешкає в Замбії, Малаві і Танзанії. Раніше вважався підвидом двосмугої маріки (Cinnyris ludovicensis)

## Підвиди
Виділяють два підвиди:
- C. w. whytei Benson, 1948 — плато Ньїка[en] (Замбія і Малаві);
- C. w. skye Bowie, Fjeldså, Kiure & Kristensen, 2016 — гори Рубехо[en] і Удзунгва (Танзанія).

## Поширення і екологія
Зеленогорлі маріки живуть у вологих тропічних лісах.